# Tour de Flandes 1970
El Tour de Flandes 1970, la 54.ª edición de esta clásica ciclista belga. Se disputó el 5 de abril de 1970.
El ganador fue el belga Eric Leman, que se impuso al esprint en la llega a Merelbeke a su compañero de fuga, el también belga Walter Godefroot. A diez segundos, llegó el belga Eddy Merckx, encabezando un trío perseguidor.

## Clasificación General
| Posición | Ciclista             | Equipo               | Tiempo     |
| -------- | -------------------- | -------------------- | ---------- |
| 1        | Eric Leman           | Flandria-Mars        | 6h 24' 00" |
| 2        | Walter Godefroot     | Salvarani-Chiorda    | m. t.      |
| 3        | Eddy Merckx          | Faemino-Faema        | + 10"      |
| 4        | Frans Verbeeck       | Geens-Watney-Diamant | m. t.      |
| 5        | Roger Rosiers        | Bic                  | m. t.      |
| 6        | Jean-Pierre Monseré  | Flandria-Mars        | + 25"      |
| 7        | Patrick Sercu        | Dreher               | m. t.      |
| 8        | Jan Janssen          | Bic                  | m. t.      |
| 9        | Daniel Van Ryckeghem | Mann-Grundig         | m. t.      |
| 10       | Evert Dolman         | Willem II-Gazelle    | m. t.      |